# Kundan Lal Gupta
Kundan Lal Gupta, també escrit Kundanlal (en panjabiː ਕੁੰਦਨ ਲਾਲ ਗੁਪਤਾ; Ludhiana, estat de Panjab, 1893 – 1966) va ser un empresari, filantrop i independentista indi. Tot i que se'l recorda sobretot com a fundador d'una de les primeres escoles per a noies a Ludhiana, la Kundan Vidya Mandir, també va salvar unes cinc famílies jueves de l'Holocaust.

## Biografia
Kundan Lal nasqué l'any 1893 a Ludhiana, una de les ciutats més importants del Panjab, un estat del nord de l'Índia, al si d'una família benestant. El seu pare era patwari, val a dire una mena de comptable. Kundan Lal va fer una llicenciatura en Ciències al Government College de la Universitat del Panjab a Lahore. Fou admès directament a la Funció Pública Provincial el 1915 i es veié nomenat magistrat subdivisional a Nagpur. Uns quants anys després, el 1920, va conèixer Jawaharlal Nehru, un dels líders independentistes durant el moviment de no-cooperació llançat pel Partit del Congrés.
Després de deixar la seva feina, va tornar a Ludhiana per a crear-hi diverses empreses, entre aquestes la més exitosaː la fàbrica de fusta Kundan (en anglèsː Kundan Wood Factory).
El 1926 Kundan Lal es va afiliar al Partit del Congrés (el Congrés Nacional Indi) per a donar ple suport a la independència del seu país. Més endavant gràcies a la seva implicació, Ludhiana va acollir una conferència cabdal (la All India States People Conference) al febrer de 1939, més coneguda com a “Sessió de Ludhiana”, a la qual van assistir Pandit Jawaharlal Nehru i P. Sitaramayya.
L'any anterior, arran d'un viatge que va haver de fer a la capital austríaca, Viena, per a tractar els seus problemes mèdics (diabetis i hemorroides), va descobrir la persecució dels jueus pels nazis. A l'hospital conegué una parella jove de confessió jueva, Lucy i Alfred Wachsler, que el van assabentar de l'antisemitisme creixent i de la seva dificultat per a sobreviure. Així el 1938, com que la repressió encara no havia assolit abolir certs drets democràtics, gràcies a l'èxit de la seva empresa i tot creant empreses fictícies, Gupta va poder obtenir visats per mor d'evacuar cinc famílies jueves d'Àustria (14 persones) oferint-los llocs de feina a l'Índia pretextant que necessitava la seva expertesa.
Kundan Lal Gupta va morir el 1966 a l'edat de 73 per culpa d'un atac cardíac, un any després de la seva esposa Saraswati amb qui havia tingut cinc fills. La descoberta del seu paper com a heroi es féu molt tard; només va ser divulgada recentment pel seu nét, Vinay Gupta, que després d'anys de recerca, va publicar un llibre sobre la contribució del seu avi el 2025ː A Rescue in Vienna.